# Contea di Imsil
La contea di Imsil (Imsil-gun; 임실군; 任實郡) è una delle suddivisioni della provincia sudcoreana del Nord Jeolla.